# Kikubon
kikubon（キクボン）は、オーディオブックを声優・ナレーターの声と演技で楽しむオーディオブックサービス。

## 概要
株式会社アールアールジェイが運営しており、声優による小説の朗読を聞くことができる、スマートフォン限定のサービス。外伝を含む「銀河英雄伝説」全15巻や「アルスラーン戦記」「グインサーガ」「星界シリーズ」といった長編小説をはじめ東京創元社の書籍を多数配信している。
田中芳樹作品と東京創元社文学賞受賞作を多数オーディオブック化しており、国内のオーディオブックサービスの中でもSF、ミステリ、ファンタジーに特化しているのが大きな特徴とされている。